# Jerónimo de Alderete

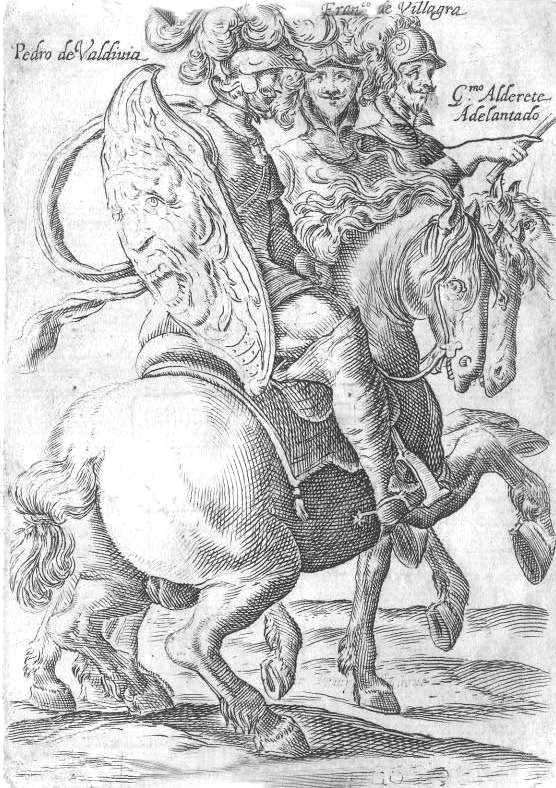
Pedro de Valdivia, Francisco de Villagra y Gerónimo de Alderete, según ilustración idealizada de la obra de Alonso de Ovalle.

Jerónimo o Gerónimo de Alderete y Mercado (1516, Olmedo, Corona de Castilla; 7 de abril de 1556, Castilla de Oro, Imperio español), hijo de Francisco de Mercado e Isabel de Alderete de Tordesillas, fue un conquistador español (Adelantado). Fue nombrado gobernador de Chile por el Rey de España, el primero designado por la Corona, aunque murió en camino a asumir el cargo. También fue caballero de la Orden de Santiago.

## Primeros pasos en América
Llegó al Perú en 1535. En 1539 formó parte de la expedición al Gran Chaco bajo las órdenes de Diego de Rojas, que buscaba facilitar las comunicaciones con la ciudad de Asunción del Paraguay, fundada por Juan de Salazar en agosto de 1536. Salazar y 200 de sus hombres habían muerto a manos de los indígenas en 1537. Los bosques eran prácticamente impenetrables, los ríos se desbordaban y los naturales asediaban constantemente. Apenas lograron llegar hasta el río Pilcomayo, y visto el fracaso de la expedición, emprendieron regreso camino a Tarija, en actual sur de Bolivia.
Allí se enteró de la expedición que Pedro de Valdivia estaba organizando a Chile, y en abril de 1540, junto a Francisco de Aguirre se sumó a la hueste trasladándose a Tarapacá, donde se le unieron. En 1540, en diciembre, llegó con Valdivia al valle del río Mapocho, y ocupó el cargo de regidor en el primer cabildo de Santiago, y de tesorero custodio de los impuestos que se cobraban.
Con el tiempo se convirtió en el más cercano, leal y eficiente colaborador de Valdivia en la conquista de Chile.

## Expedición a Magallanes
En 1544, participó en la expedición marítima que Pedro de Valdivia envió a buscar el Estrecho de Magallanes en la nave San Pedro y Santiaguillo, al mando de Juan Bautista Pastene. Le acompañaba el capitán Rodrigo de Quiroga. Llegaron hasta los 41°15' de latitud sur (a la altura de Osorno) el 18 de septiembre, a una bahía que bautizaron con el mismo nombre de su nave. Desembarcaron y Alderete tomó "la tenencia y posesión de toda esta tierra por S.M. y en su nombre por el gobernador Pedro de Valdivia". Luego, enfilaron la proa hacia el norte, debido a la imposibilidad de llegar al destino asignado por el gobernador de Chile. hacia el norte encontraron la bahía y desembocadura del río Ainilebo, aproximadamente a 39.º 40' (a la altura de la actual ciudad de Valdivia). Alderete la denominó puerto de Valdivia y río Valdivia, y tomó "posesión" desde la cubierta del barco el 22 de septiembre. El 30 de septiembre ya estaban de vuelta en Valparaíso.

## Primer viaje al Perú
En 1547, en el mes de diciembre, Alderete acompañó a Pedro de Valdivia al Perú para sofocar la sublevación de los hermanos Pizarro, combatiendo en la Batalla de Xaquixahuana en 1548. Era uno de los hombres de confianza de Pedro de Valdivia y por ello fue uno de los pocos conquistadores de Chile que lo acompañaron al Perú. En efecto, Valdivia se embarcó con ocho criados y amigos, los cuales fueron, el capitán Jerónimo de Alderete y Joan Jofré, Diego Oro y Diego García de Cáceres, Joan de Cardeña, don Antonio, Álvaro Núñez y Vicencio de Monte. Estando en el Perú, una vez que La Gasca confirmó el título de Gobernador a Valdivia (quien hasta ese momento ejercía tal cargo por designación del Cabildo de Santiago, sujeto a la ratificación de las autoridades), junto a Valdivia se dieron a la tarea de conseguir refuerzos para continuar la conquista de Chile. Estas nuevas tropas al mando de Alderete remitidas por mar hacia Chile, debieron permanecer en Arica esperando el resultado del proceso judicial al cual Valdivia fue sometido en Lima.

## Campañas en el sur de Chile
Ya en Chile, a Alderete le correspondió desarrollar un activo papel en la Guerra de Arauco.
En 1550, en enero, Valdivia realizó una nueva campaña al sur de Chile con poco más de 200 españoles y un cuerpo auxiliar al mando de Michimalonco. Jerónimo de Alderete era el teniente general de esta marcha, y Pedro de Villagra el maestre de campo. Participó en la Batalla de Andalién del 22 de febrero. Participó en la construcción del fuerte de Concepción. Allí, Jerónimo de Alderete y Pedro de Villagra derrotaron a los araucanos en la Batalla de Penco (12 de marzo).
Alderete apoyó por tierra las excursiones que hizo Pastene por mar en las cercanías de Concepción, a la Isla Quiriquina, Isla Santa María y a la Isla Mocha.

En octubre de 1550 Valdivia lo envió desde Concepción en una excursión hacia la cordillera. En esta excursión, recelando una traición, Alderete mata a Michimalonco. Vivar relata:
"... En esta sazón mandó el gobernador apercebir ochenta hombres y mandó al general Gerónimo de Alderete que fuesecon aquella gente y pasase a Niehuequetén y a Bibio, y que fuese hasta quince leguas de la ciudad y que llegase a la cordillera, y que por allí descubriese y fuese hasta donde le pareciese, y que al fin de febrero volviese a la costa de la mar a la ribera de Bibio, porque para aquel tiempo saldría él a juntarse allí para ir adelante..."
Se encontraron en Andalicán en la fecha acordada (febrero de 1551), y desde allí siguieron al sur, para fundar la Imperial. Vivar relata:
"...Luego el general Gerónimo de Alderete envió seis de a caballo a Biobio y él quedaba en Andalicán, que es un pueblo que está cinco leguas de la ciudad de la Concepción. Y llegado el gobernador a aquel pueblo donde estaba el general Gerónimo de Alderete, de aquí salió a cinco de febrero de mil y quinientos y cincuenta y un años, y fue por la costa de la mar por la provincia de Arauco por ver disposición de la tierra, y llegó cuarenta leguas de Concepción, donde salieron la mayor parte de los caciques de paz, donde llegó riberas del río que se dice Cautén, donde estuvo algunos días..." 
En el verano de 1552, en la siguiente campaña al sur, acompañó nuevamente a Valdivia, quien le encomendó la búsqueda de un emplazamiento donde fundar una ciudad cercana a la cordillera, para usarla de base al este de la cordillera. Alderete llegó donde nace el río Toltén, que desde entonces se llamó lago Villarrica. Fundó la Villa Rica en el mismo sitio que al presente ocupa esta ciudad, y le dio ese nombre por la presencia de oro en las arenas de los arroyos que llegaban al lago.

## Segundo viaje al Perú

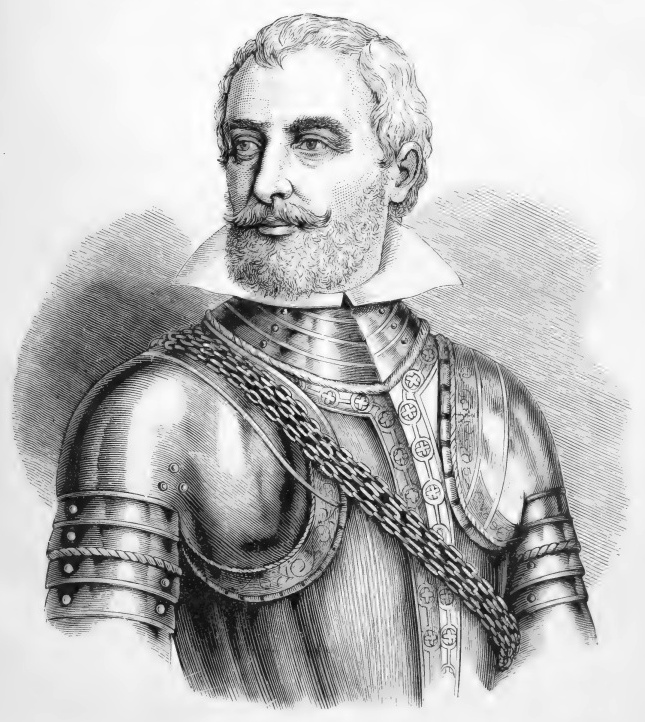

Alderete partió de Valparaíso a Lima a fines de octubre de 1552, y debía viajar a Castilla (1552-55) para entregar el quinto real (76.200 pesos en oro) y conseguir del emperador la ratificación del cargo de adelantado y gobernador perpetuo de Chile y extender su jurisdicción hasta el estrecho de Magallanes, cosas que logrará. Llegó a España a fines de 1553, llevando la primera remesa de oro que allá se recibió de Chile. Portaba además una extensa relación en que Valdivia enumeraba sus servicios al Rey en la conquista del país, y solicitaba diversos títulos y recompensas que estimaba le correspondían. Alderete tenía además el cometido de persuadir a Marina Ortiz de Gaete, la mujer de Valdivia, de partir a radicarse con este en Chile.

## Testamento de Valdivia como nuevo Gobernador

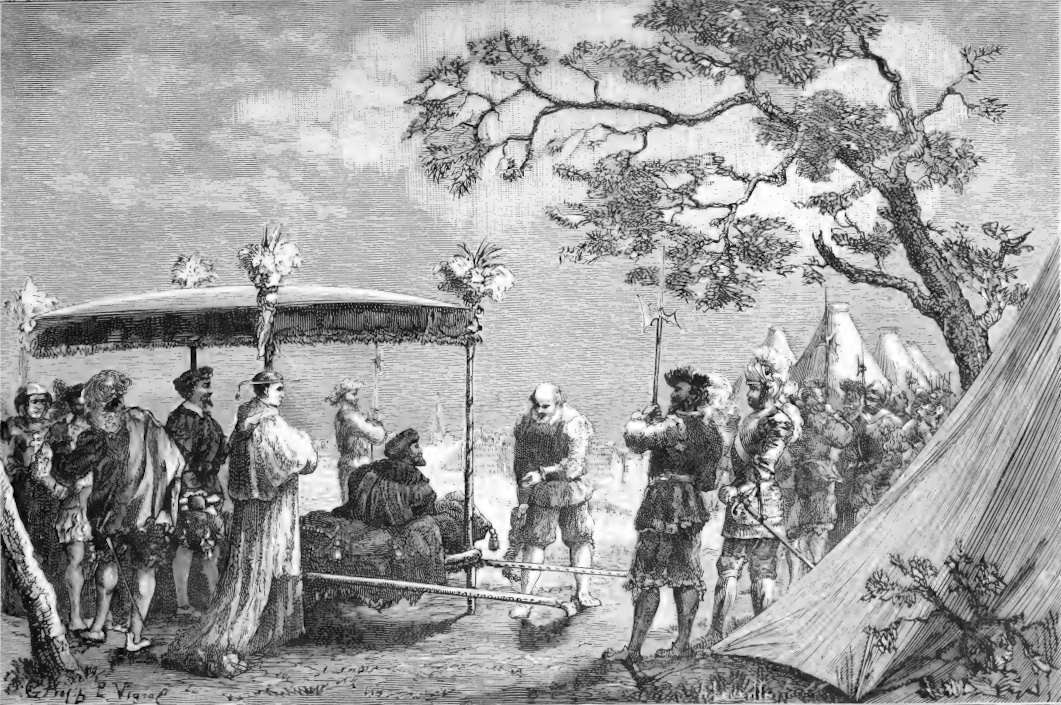
Jerónimo de Alderete ante el emperador Carlos V.

Muy cercano al Gobernador ("el lo tiene como por padre el dicho Pedro de Valdivia" dice un documento de la época), este le designó en su testamento como su sucesor en la Gobernación de Chile.
Alderete se encontraba en España cuando se enteró de la muerte de Valdivia, y el Rey le nombró Gobernador el 29 de marzo de 1555, en reemplazo de Valdivia, ordenándolo caballero de la Orden de Santiago.
En Chile, sin conocer del nombramiento en España de Alderete, Francisco de Aguirre y Francisco de Villagra se disputaban el gobierno.
El testamento de Valdivia prescribía que en ausencia de Alderete debía sucederle Aguirre, y aunque este se encontraba en la conquista de la región de Tucumán, apenas supo la noticia de la muerte de Valdivia regresó con sus tropas a exigir la sucesión.
Los cabildos de las ciudades del sur (Concepción, La Imperial, Valdivia, Villarrica y Los Confines), amenazadas por el alzamiento indígena posterior a Tucapel, habían designado Gobernador a Villagra, quien estaba al frente de las fuerzas españolas en la guerra de Arauco.
Por su parte, el cabildo de Santiago había preferido designar a un vecino de esta ciudad, Rodrigo de Quiroga.
Esta confusión tenía lugar junto a los estragos que les provocaba el líder mapuche Lautaro, y fue resumida con maestría por Alonso de Ercilla:

Jerónimo Alderete, Adelantado,
a quien era el gobierno cometido,
hombre en estas provincias señalado,
y en gran figura y crédito tenido,
donde como animoso y buen soldado
había grandes trabajos padecido;
(no pongo su proceso en esta historia,
que dél la general hará memoria).
Fue su llorada muerte asaz sentida,
y más el sentimiento acrecentaba,
ver el gobierno y tierra tan perdida,
que cada uno por sí se gobernaba:
andaba la discordia ya encendida,
la ambición del mandar se desmandaba;
al fin, es imposible que acaezca,
que un cuerpo sin cabeza permanezca.
Alonso de Ercilla y Zúñiga, La Araucana, Canto XIII

## Fallecimiento
El 15 de octubre de 1555, Alderete se embarcó de regreso para asumir el cargo. La misma flota conducía al nuevo virrey del Perú Andrés Hurtado de Mendoza. Venía también el soldado poeta Alonso de Ercilla.
En una escala en Panamá Alderete cayó gravemente enfermo de fiebre amarilla, y murió en la isla de Taboga el 7 de abril de 1556 a la edad de 40 años, sin dejar descendencia.
Enterado de la muerte de Alderete y de las pugnas por el poder, el virrey Hurtado de Mendoza dispuso que le sucediese en la gobernación de Chile su hijo, don García Hurtado de Mendoza. Su primera medida en el país fue prender a Villagra y Aguirre y mandarlos presos a Lima.

## Cargos ocupados por Alderete
- Cabildo de Santiago 1541 - 1547
- Tesorero Real 1544
- Teniente General de las Armas 1550
- Gobernador de Chile y Capitán General 1555 - Sin asumir en América.
- Adelantado de la Terra Australis 1554 - 1555